# Lista râurilor din Turcia

Harta Turciei (și a zonelor adiacente) cu râuri

Râurile din Turcia pot fi împărțite în mai multe grupuri în funcție de locul în care se varsă.

## Care se varsă înMarea Neagră

### Europa
- Mutludere (cunoscut și sub numele de Rezovo) curge din Turcia în Bulgaria.  112 km
- Veleka curge prin Bulgaria și apoi se varsă în Marea Neagră.  147 km (25 km în Turcia)

### Anatolia
- Kızılırmak 'Red River' is the longest river in Turkey, also known as the Halys River.  1,350 km
  - Râul Delice - afluent
  - Râul Devrez - afluent
  - Râul Gök - afluent (de asemenea, cunoscut sub numele de Gökırmak și în timpurile clasice, Amnias)
- Râul Sakarya este al treilea cel mai lung râu din Turcia, cunoscut și sub numele de Sangarius.  824 km
  - Seydisuyu
  - Râul Porsuk
  - Râul Ankara
- Râul Harșit în Gümüșhane și Giresun
- Yeșilırmak „Râul Verde” (Iris clasic).  418 km
  - Râul Çekerek (Scylax clasic) este un afluent
  - Râul Kelkit (Lycus clasic (unul dintre mai multe)) este un afluent
- Yağlıdere
  - Râul Kılıçlar
  - Râul Tohumluk
  - Üçköprü nu este de fapt un râu, ci punctul în care se întâlnesc Kılıçlar și Tohumluk
- Aksu Deresi în Provincia Giresun
- Râul Batlama în Giresun
- Râul Bartın (Parthenius clasic)
- Râul Çoruh (Acampsis clasic)
- Gelevara Deresi
- Kara Dere (Issus clasic sau Hyssos)
- Machakhlistskal(i)
- Râul Terme (Thermōdōn clasic)
- Râul Filyos (Billaeus clasic)

## Care se varsă înMarea Marmara
- Biga Çayı, clasic Granicus
- Mustafakemalpașa Çayı, clasic Rhyndacus
- Simav Çayı sau Susurluk Çayı, clasic Makestos

## Care se varsă înMarea Egee

### Europa
- Meriç (Marița sau Evros) se află în secțiunea europeană a Turciei și își are originea în Bulgaria. Are o lungime de 480 km.
  - Tunca este un curs de apă, afluent în Bulgaria.
  - Ergene este un curs de apă, afluent în Turcia.

### Anatolia
- Azmak Creek
- Bakırçay (Caicus clasic sau Astraeus)
- Râul Büyük Menderes (Maeander clasic sau Meander). 548 km
  - Lycus (râul Frigiei)

Cadmus (râu)
- Râul Cayster sau Küçük Menderes.  114 km
- Râul Gediz (Clasic Hermus). 401 km
  - Pactolus (cunoscut și ca Sart Çayı)
- Râul Karamenderes (Scamander clasic)

## Care se varsă înMarea Mediterană
- Aksu (Kestros clasic)
- Râul Manavgat (Melas clasic)
- Râul Köprüçay (Eurymedon clasic)
- Râul Dim
- Pârâul Kaledran
- Dragon Creek (Turcia)
- Pârâul Sini
- Göksu (Calycadnus clasic)
- Limonlu Çayı (cunoscut și sub numele de Lamas; Lamos clasic)
- Râul Alata
- Tömük Creek
- Râul Karacaoğlan
- Tece Creek
- Râul Mezitli (Liparis clasic)
- Râul Efrenk (cunoscut și ca Müftü)
- Deliçay
- Râul Berdan (numit și Tars; Cydnus clasic)
- Râul Seyhan (Sarus clasic)
  - Râul Zamantı
- Râul Ceyhan (Pyramus clasic sau Leucosyrus). 509 km
  - Harman Çayı
  - Göksun Çayı 115 km
- Râul Payas
- Râul Deli Çay
- Râul Asi (Orontes clasic)
  - Râul Afrin
    - Karasu

## Care se varsă înGolful Persic
- Eufrat
  - Râul Khabur
    - Râul Jaghjagh

  - Râul Sajur
  - Karasu
  - Râul Murat
- Tigru
  - Marele Zab (în turcă Büyükzap Suyu)
  - Micul Khabur
  - Râul Botan (Uluçay)
  - Râul Batman
  - Râul Hezir

## Care se varsă înMarea Caspică
- Râul Kura
  - Râul Aras
    - Râul Arpaçay este un curs de apă, afluent al Arasului. El apare în Armenia și face parte din granița dintre Armenia și Turcia înainte de a se vărsa în Aras.

## Antice
- Aegospotami
- Asopus
- Cales (râu), modernul Alaplı Su
- Hyllus (râu)
- Lycus (râul Bitinia)
- Lycus (râul Cilicia)
- Lycus (râul Lydia)
- Râul Meles
- Râul Pinarus

## Galerie

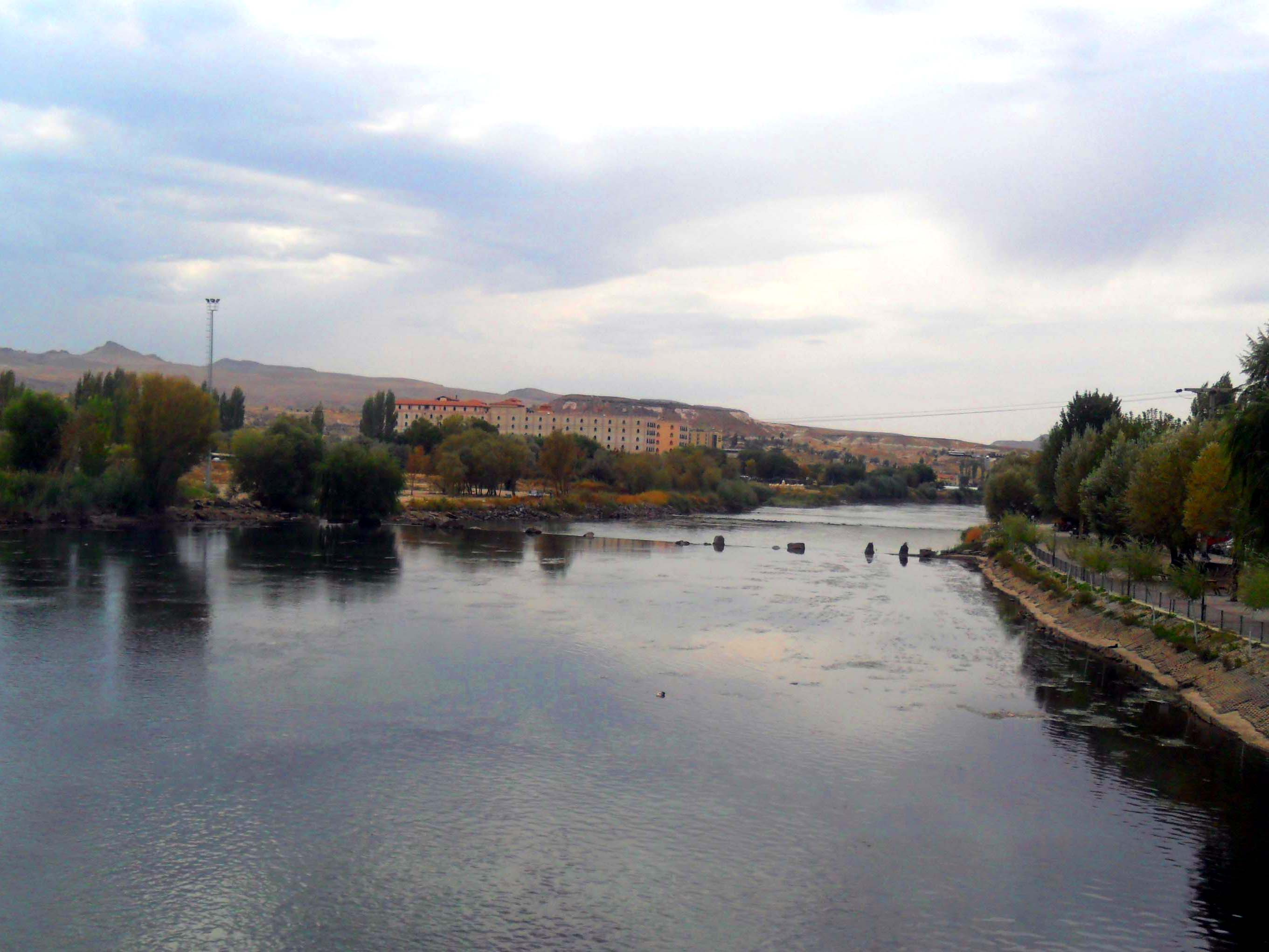
Kızılırmak Provincia Nevșehir
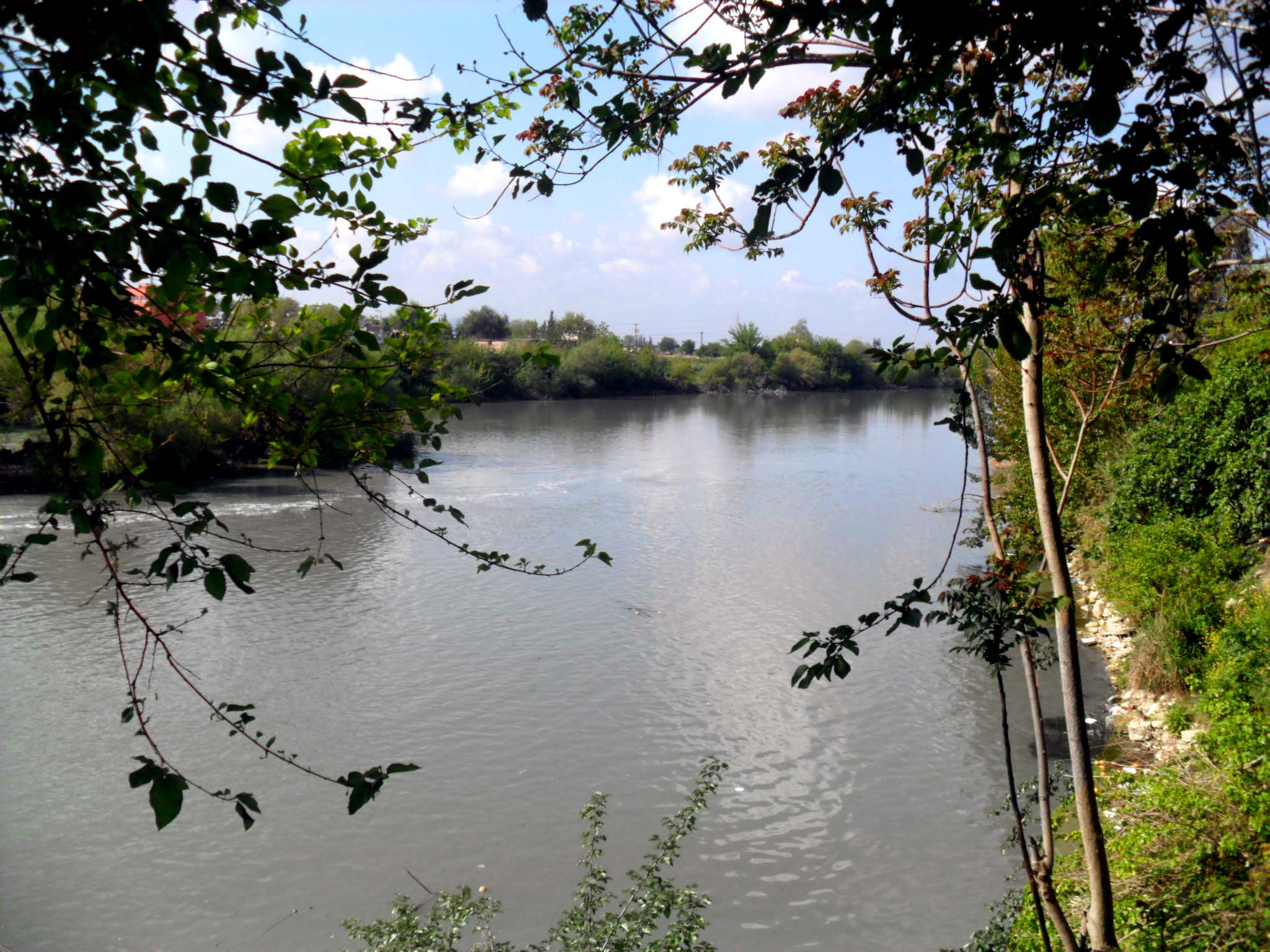
Râul Ceyhan Provincia Adana
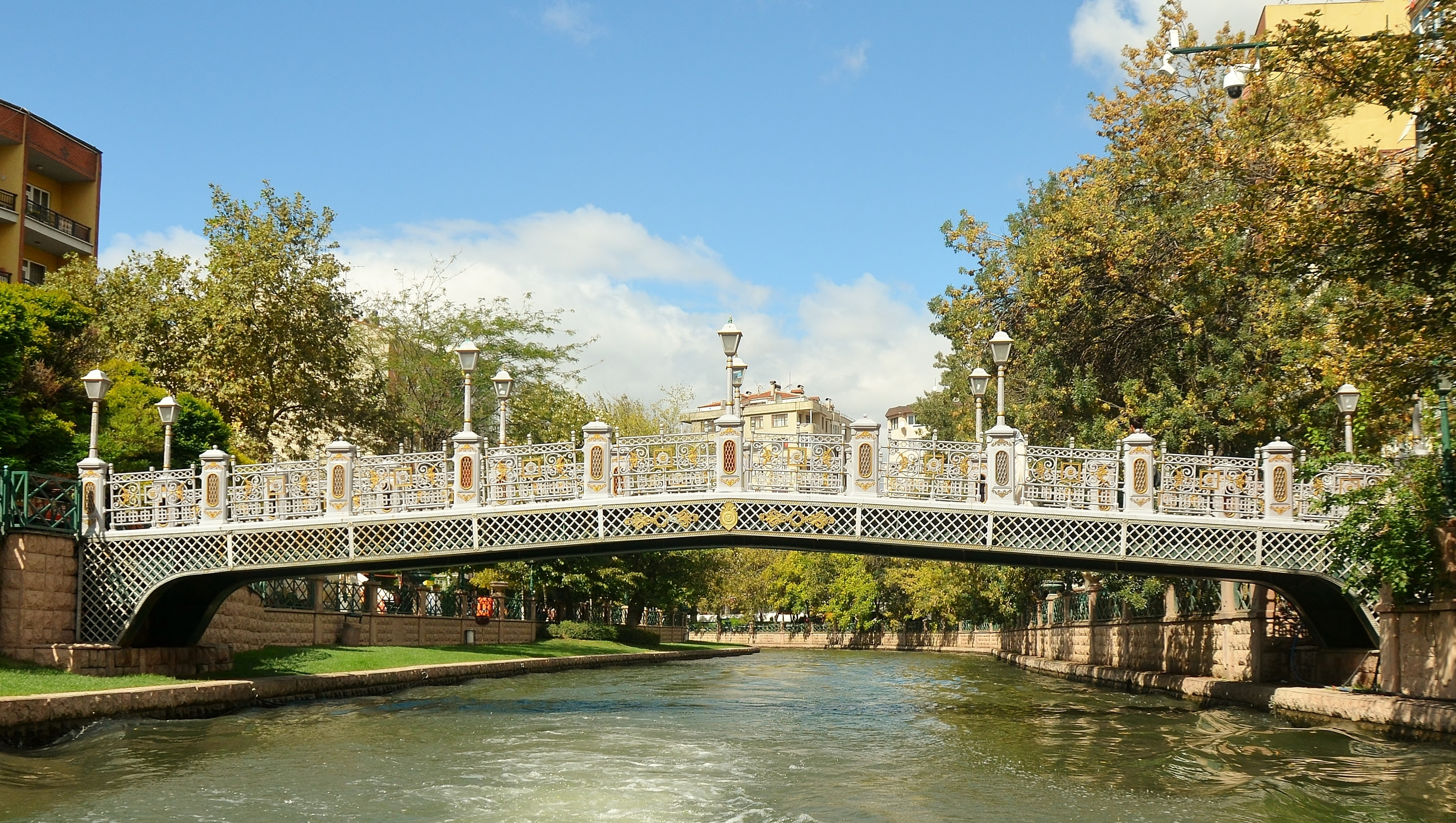
Râul Porsuk Provincia Eskișehir
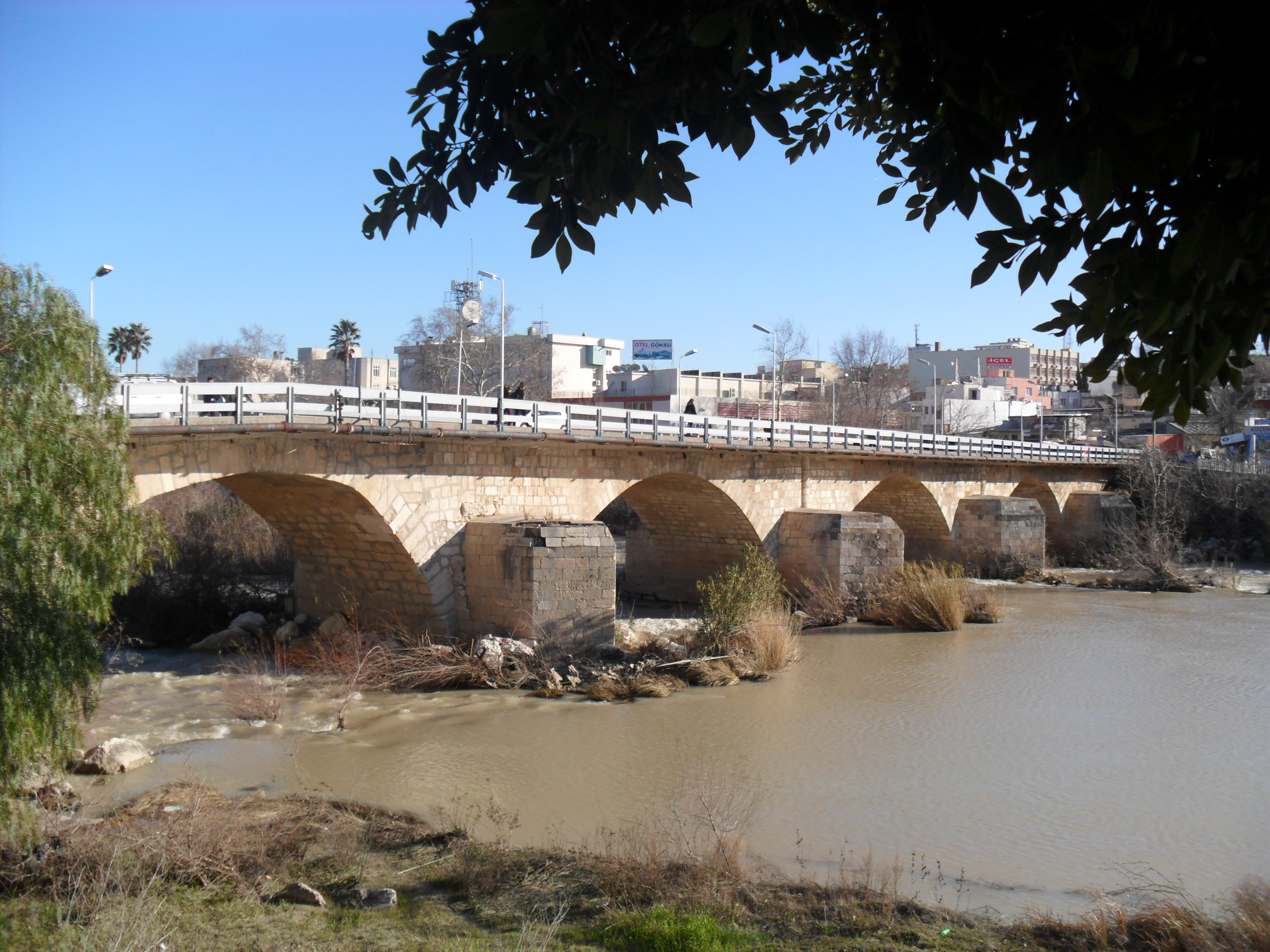
Râul Göksu Provincia Mersin
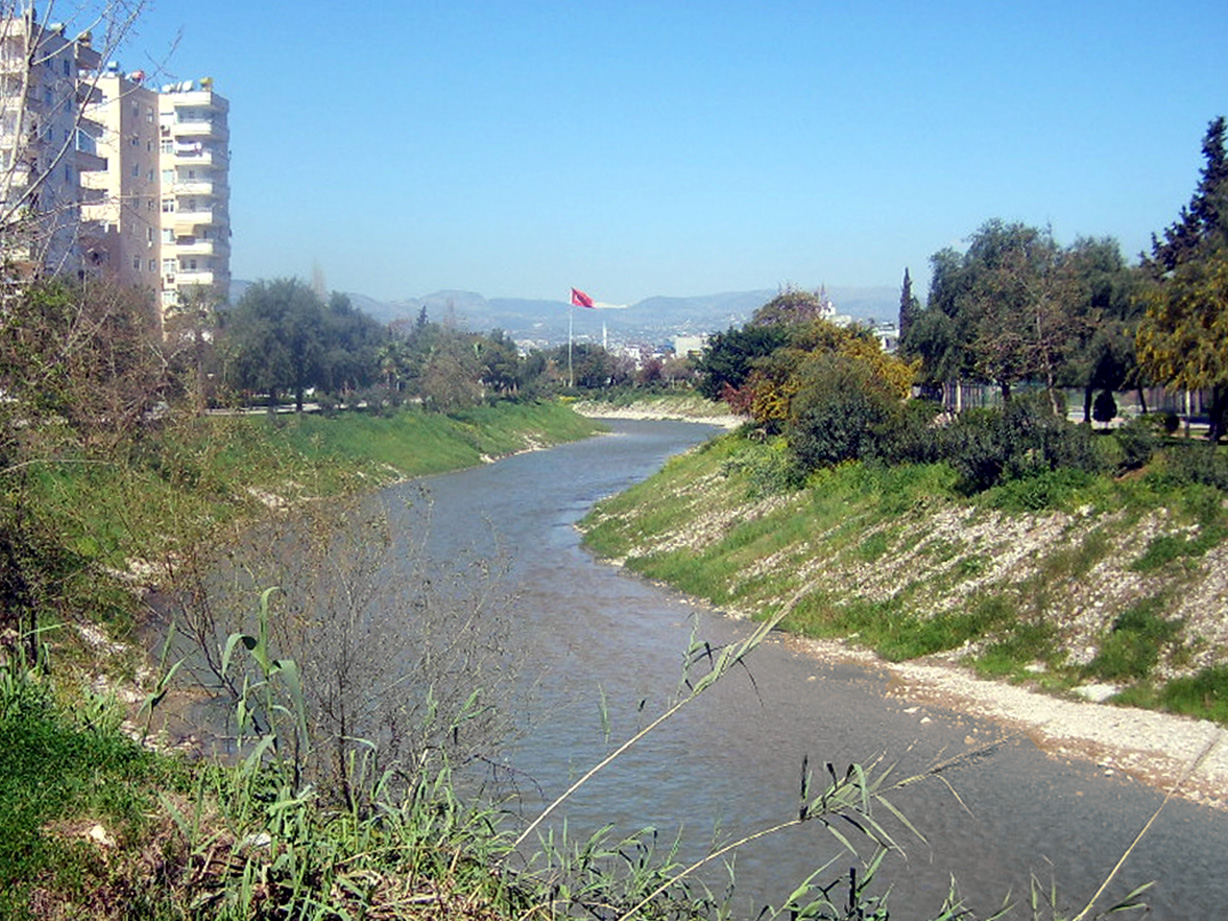
Râul Müftü Provincia Mersin
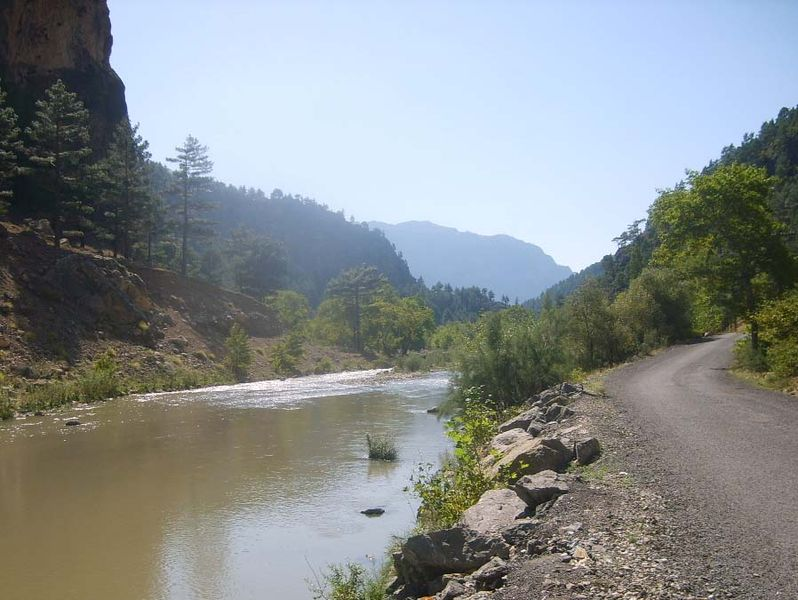
Râul Seyhan Provincia Adana
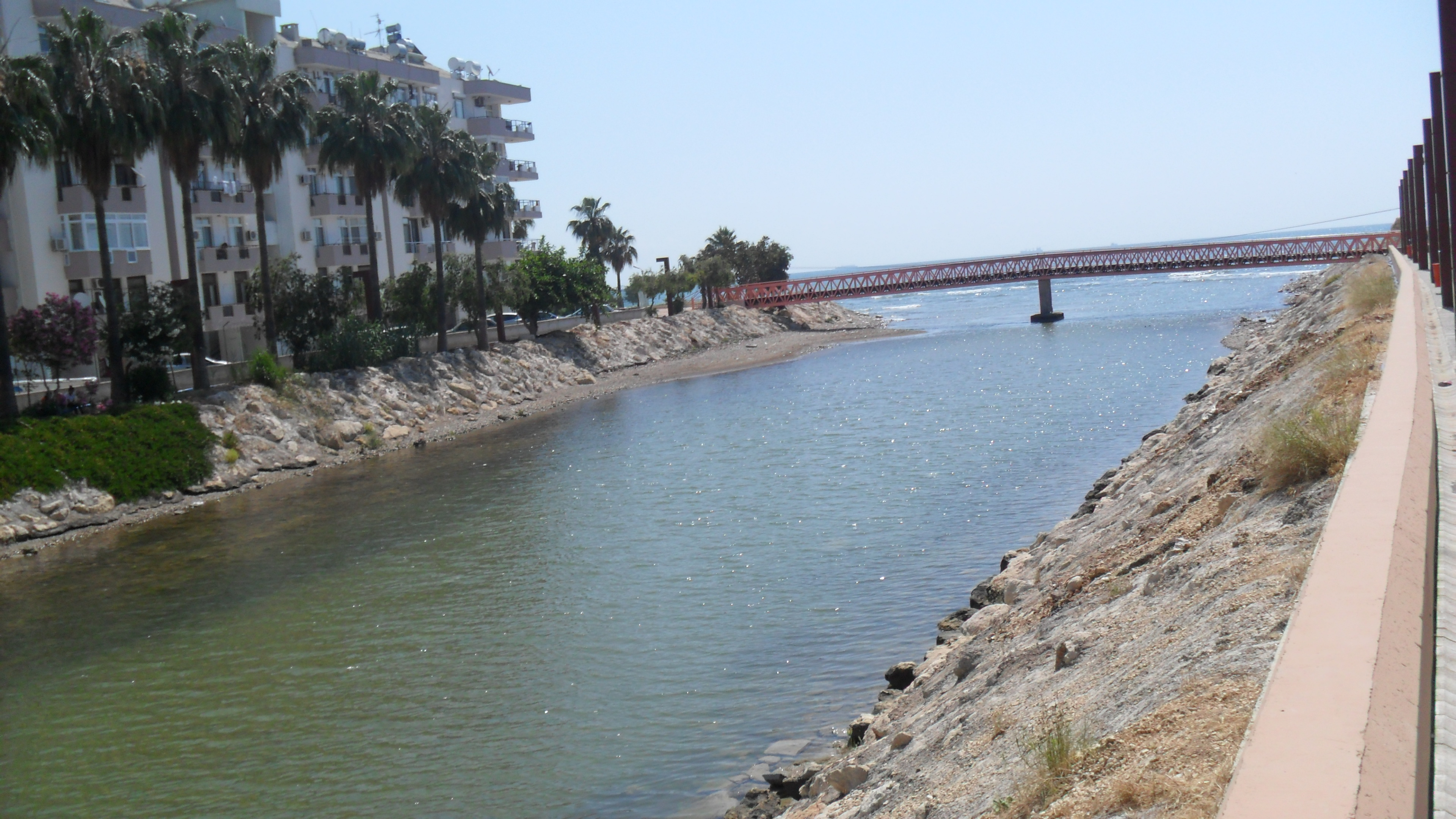
Râul Mezitli Provincia Mersin
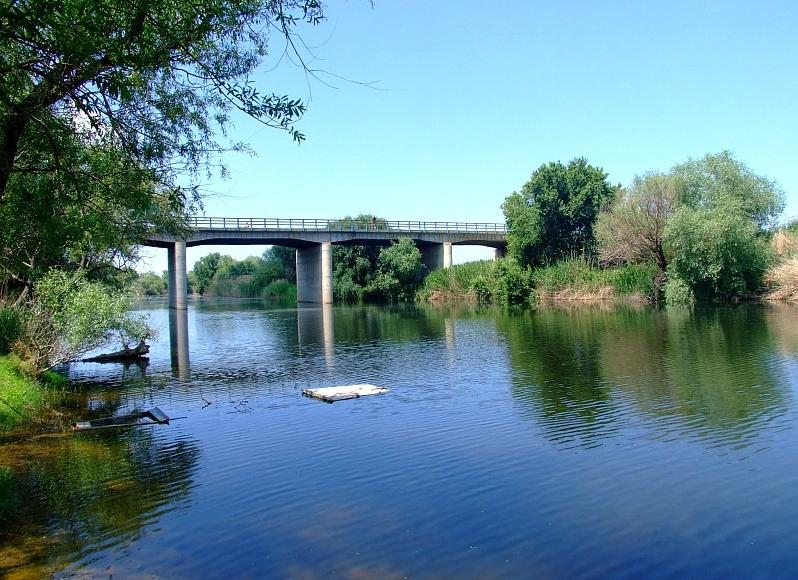
Râul Gediz Provincia İzmir
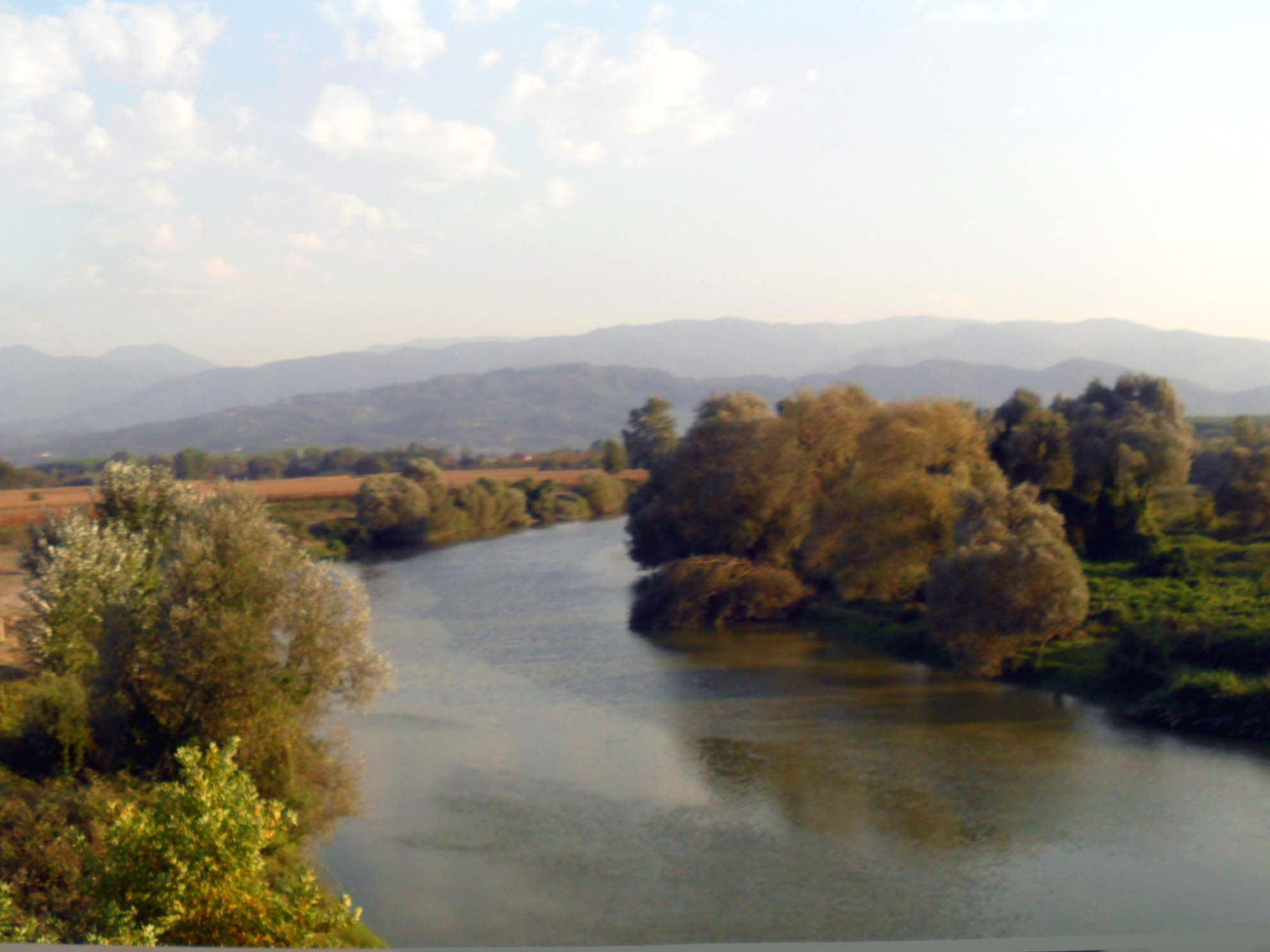
Râul Sakarya Provincia Sakarya